# Batchtown (Illinois)
Batchtown est un village du comté de Calhoun dans l'Illinois, aux États-Unis,.

## Histoire
Au cours des années 1850, le village et les environs s'appelaient Richwoods. Puis les gens ont commencé à se référer à la région comme celle de Sam White, un important marchand du comté de Calhoun. Il s'est ensuite appelé Batchelder Ville, en référence à William Batchelder, qui vivait dans le village pendant les années 1860. Un bureau de poste est ouvert en 1879 et Batchtown devient le nom officiel du village. Il est incorporé le 4 juin 1897.

## Démographie
Lors du recensement de 2010, le village comptait une population de 214 habitants. Elle est estimée, en 2016, à 205 habitants.

## Personnalité de Walnut
- Bill McGee (en), joueur de baseball.

## Source de la traduction
- (en) Cet article est partiellement ou en totalité issu de l’article de Wikipédia en anglais intitulé « Batchtown, Illinois » (voir la liste des auteurs).